# Gaspesia

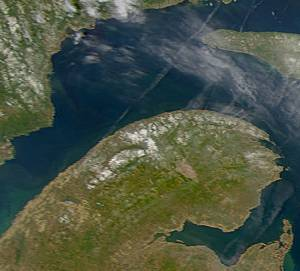
Península de Gaspesia vista desde un satélite.

La Gaspesia (Gaspésie en francés) es la región de Quebec que cubre en parte la península
de Gaspesia. Existen dos territorios llamados 'Gaspesia': uno turístico y otro administrativo llamado Gaspésie–Îles-de-la-Madeleine que integra la mayor parte de la región, el resto lo ocupa una pequeña parte de Bas-Saint-Laurent.
- Datos: Q10897781